# La Richardais
La Richardais [la ʁiʃaʁdɛ] (bretonisch: Kerricharzh-an-Arvor) ist eine französische Gemeinde mit 2624 Einwohnern (Stand: 1. Januar 2022) im Département Ille-et-Vilaine in der Region Bretagne. Sie gehört zum Arrondissement Saint-Malo und zum Kanton Saint-Malo-2. Die Einwohner werden Richardiens(es) genannt.

## Geographie
La Richardais liegt auf der westlichen Seite des Ästuars der Rance an der Smaragdküste etwa vier Kilometer südwestlich von Saint-Malo. Die Südgrenze der Gemeinde bildet der kleine Fluss Étanchet.
Umgeben wird La Richardais von den Nachbargemeinden Dinard im Nordwesten und Norden, auf der östlichen Seite des Ästuars Saint-Malo sowie Pleurtuit im Süden und Südwesten.

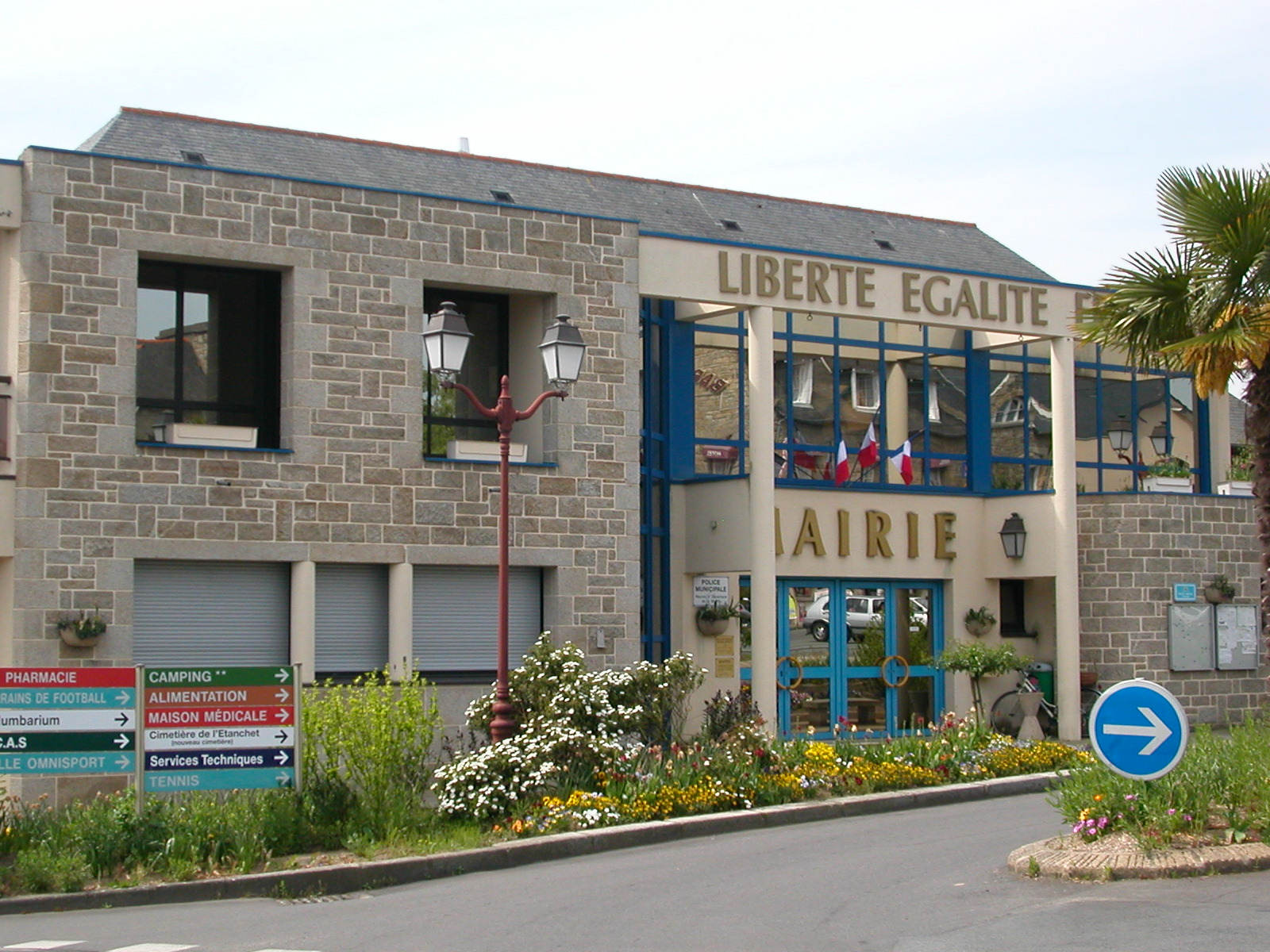
Mairie (Rathaus)

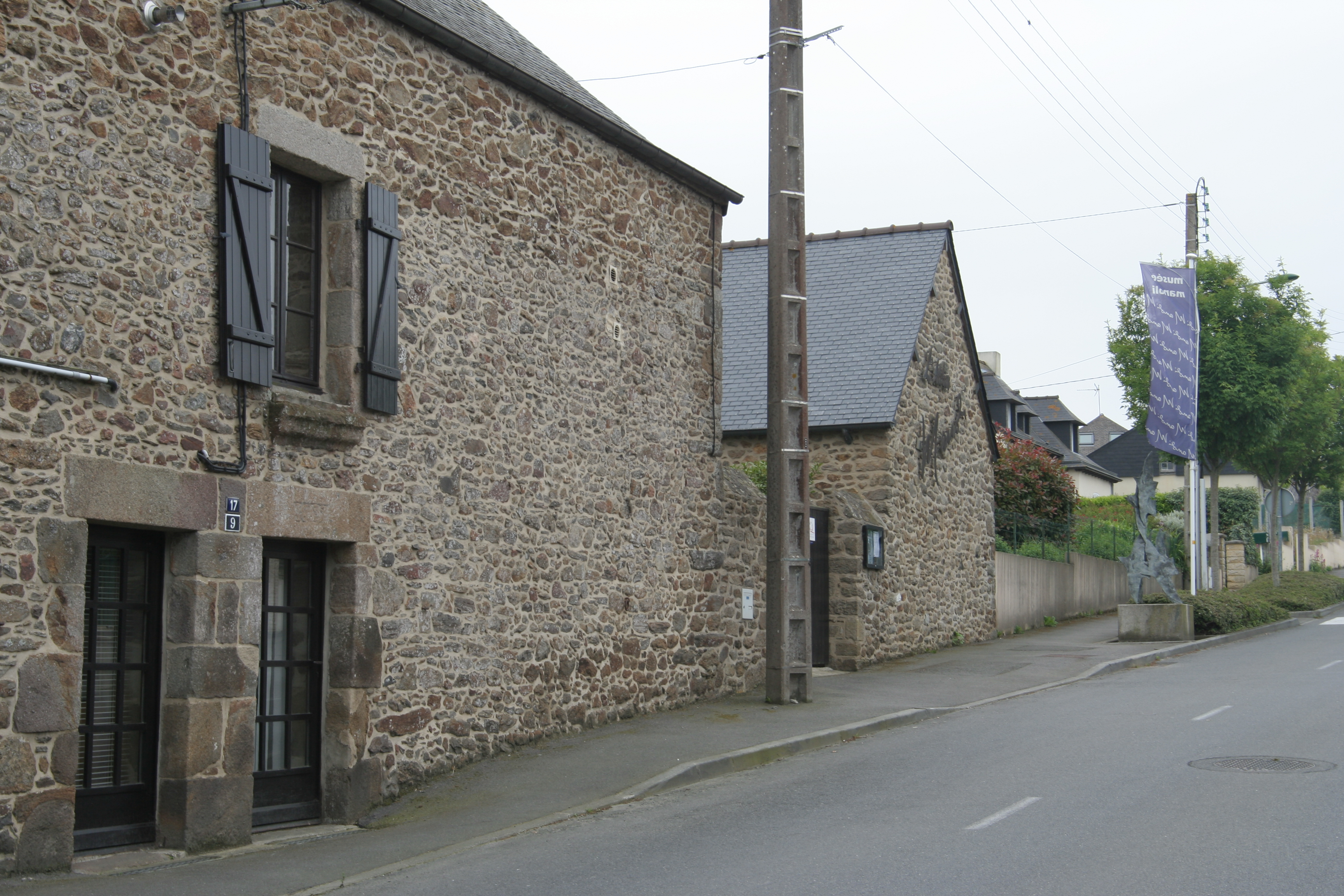
Musée Manoli

## Bevölkerungsentwicklung
| Jahr                       | 1962 | 1968 | 1975 | 1982 | 1990 | 1999 | 2009 | 2020 |
| Einwohner                  | 994  | 972  | 1222 | 1381 | 1801 | 2120 | 2367 | 2476 |
| Quellen: Cassini und INSEE |      |      |      |      |      |      |      |      |

## Sehenswürdigkeiten
- Kirche Saint-Clément
- Musée Manoli, Museum mit Werken des Bildhauers Pierre Manoli
- Usine marémotrice de la Rance (Gezeitenkraftwerk mit Brücke und Staudamm)

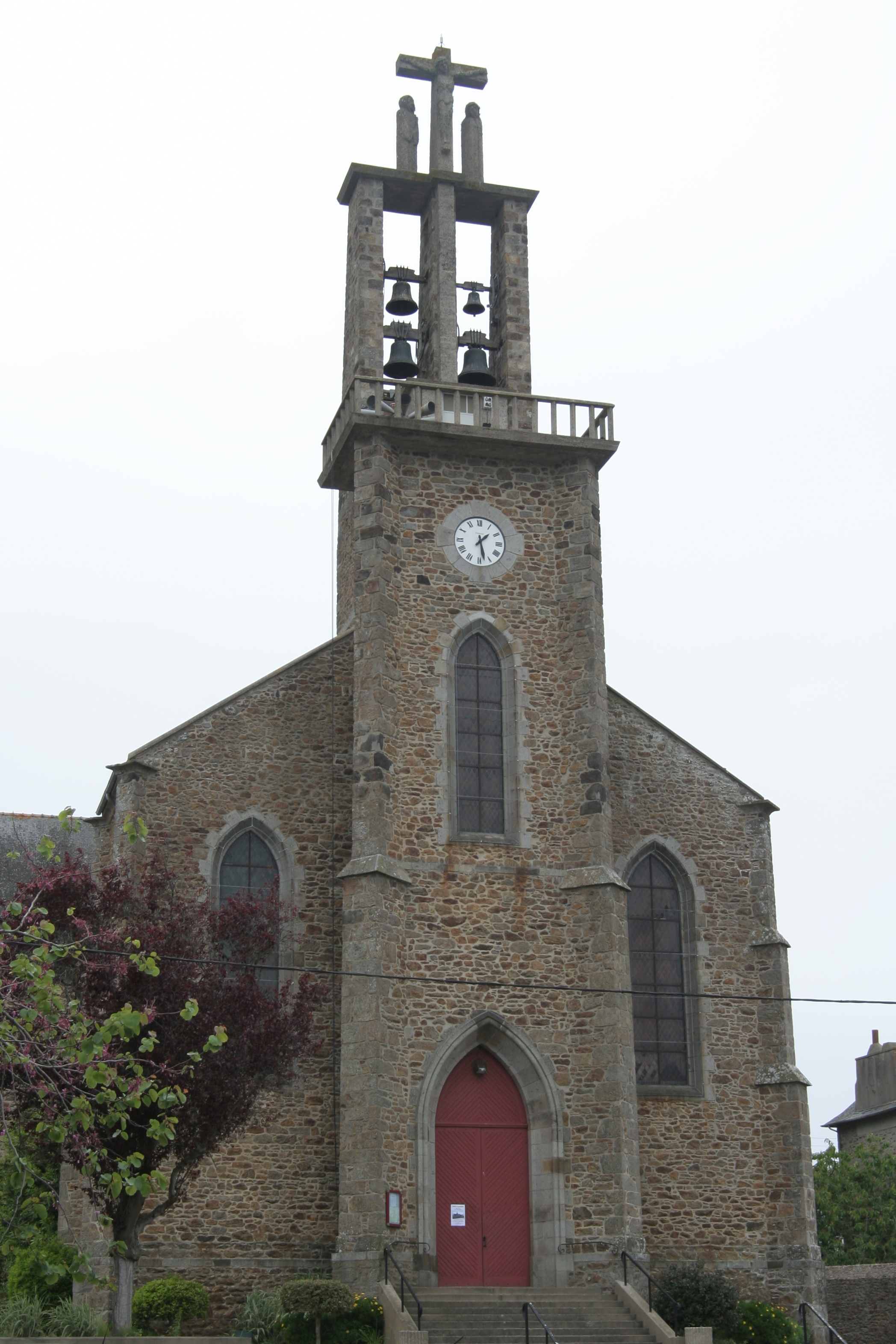
Kirche Saint-Clément
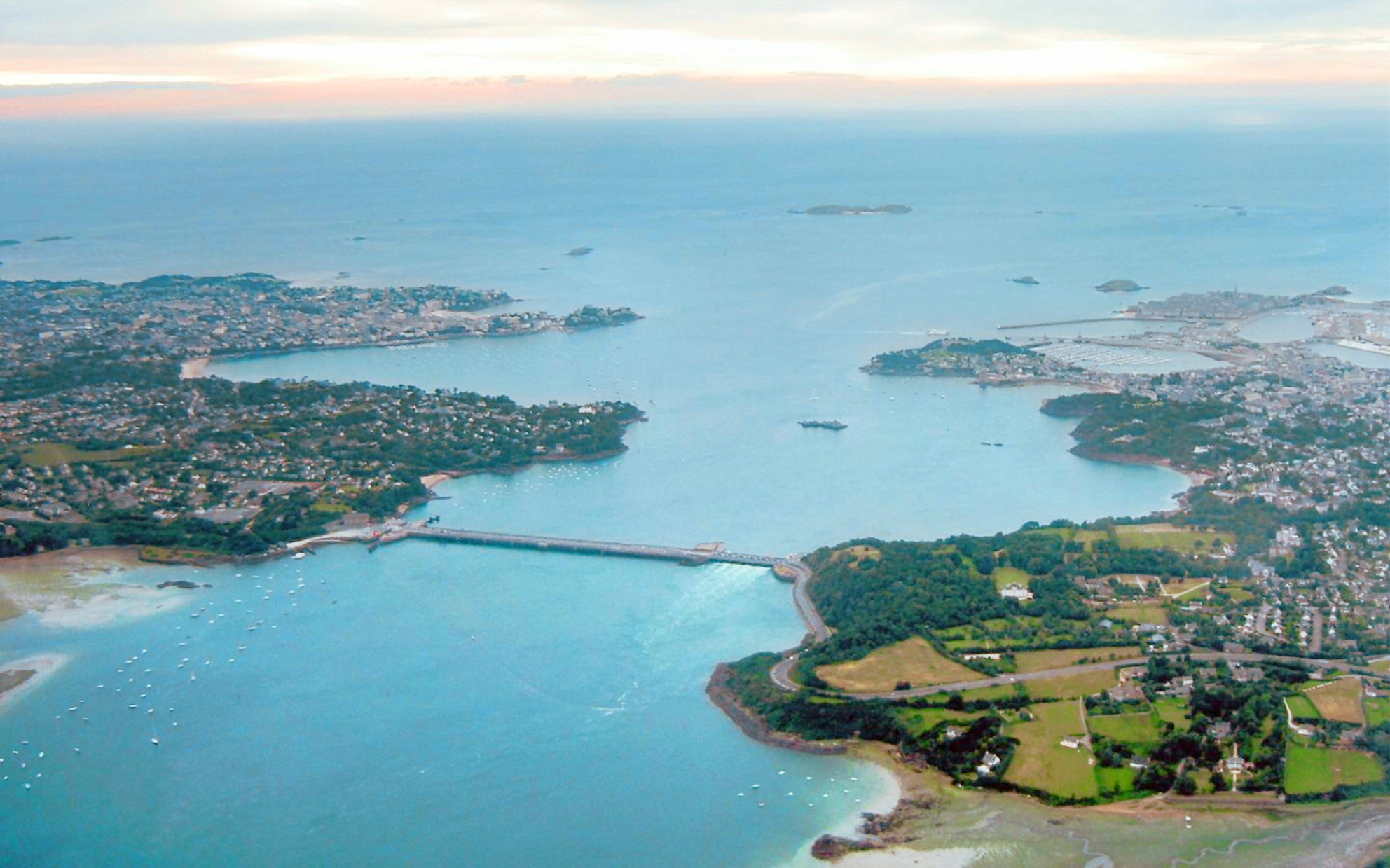
Gezeitenkraftwerk in der Rance